# Campo di internamento di Bagno a Ripoli

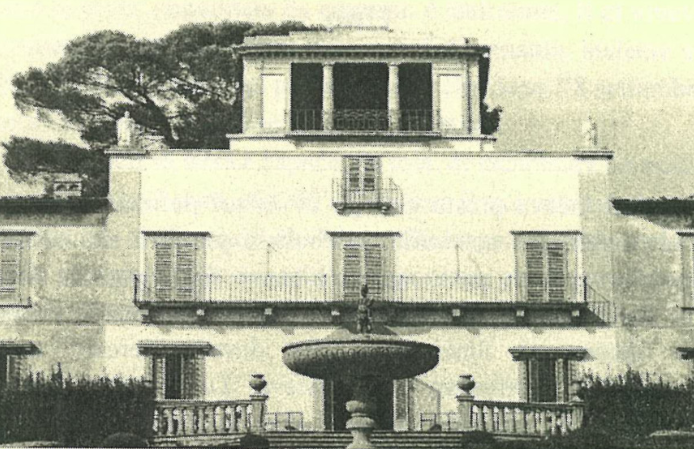
Villa La Selva

Il campo di Bagno a Ripoli (Firenze), presso la Villa La Selva, operò dapprima, tra il giugno 1940 e il settembre 1943, come uno dei campi per l'internamento civile nell'Italia fascista istituiti momento dell'entrata dell'Italia nella seconda guerra mondiale e quindi dal dicembre 1943 al luglio 1944 come uno dei campi di concentramento della Repubblica Sociale Italiana per la Provincia di Firenze, per gli ebrei in attesa di deportazione.

## La storia

### Il campo di internamento (1940-1943)
Il campo fu aperto nel luglio 1940 per ospitare stranieri e antifascisti. La neoclassica Villa La Selva di Bagno a Ripoli fu scelta perché requisita al suo proprietario, l'ebreo Silvio Ottolenghi, emigrato in Palestina in seguito alle leggi razziali del 1938. A tre chilometri dal centro del paese e a nove da Firenze, l'edificio ospitava una quarantina di vani con una capienza complessiva di 225 posti letto.
La direzione era affidata ad un Commissario di Pubblica Sicurezza (il primo fu Pasquale de Pasquale), mentre la sorveglianza esterna era responsabilità dei carabinieri. Nonostante la struttura fosse fornita di impianto idrico, elettrico e telefono e - dall'aprile 1941 - di alcune docce, subito emersero problemi nella gestione del campo per il cattivo funzionamento del riscaldamento e il funzionamento di un solo bagno, il che rese frequenti le malattie da raffreddamento e gastro-intestinali. Le condizioni di vita era quelle simili a tutti i campi di confino. Gli internati, inclusi ebrei stranieri o antifascisti, avevano una certa libertà di movimento e autogestione all'interno del complesso, potevano ricevere visite, scrivere e ricevere lettere (pur sottoposte a censura). Inizialmente gli internati dovevano recarsi per i pasti presso la vicina Casa di riposo Santa Teresa; in seguito fu allestito un refettorio all'interno della villa stessa. Ispezioni furono effettuate dalla Croce Rossa; gli ebrei presenti poterono ricevere gli aiuti della DELASEM.
Vari gruppi di stranieri (ebrei, inglesi, russi, francesi, greci norvegesi, libici, "ex jugoslavi", ecc.)  si alternarono nella villa, che vide una presenza media di un centinaio di persone con punte fino a 200 unità. Il Cardinale di Firenze  Elia Dalla Costa visitò più volte la struttura prodigandosi in particolare per quei gruppi che vivevano in condizioni di particolare indigenza.

### Campo di concentramento provinciale della Repubblica Sociale Italiana (1943-44)
Per decisione del questore di Firenze, il campo continuò a funzionare anche dopo l'8 settembre 1943; una cinquantina di internati (inclusi alcuni ebrei) decisero di fuggire, approfittando dell'allentata sorveglianza. La situazione peggiorò radicalmente dopo il 30 novembre 1943 quando il campo divenne uno di campi di concentramento della Repubblica Sociale Italiana per rinchiudervi gli ebrei in attesa di deportazione. Il 15 gennaio 1944 vi transitò un gruppo di ebrei catturati in Abruzzo che il 26 dello stesso mese furono trasportati al campo di Fossoli per essere deportati il 30 gennaio 1944 da Milano ad Auschwitz.
Nel maggio 1944 i partigiani irruppero nella Villa liberandone i 42 internati. Il campo fu ufficialmente chiuso il 9 luglio 1944 con l'avvicinarsi del fronte di guerra.

## Il Campo oggi
Il 29 gennaio 2009, in occasione del Giorno della Memoria, in via del Carota, a Bagno a Ripoli, all'altezza della diramazione che conduce al n. 24 di fronte alla Fattoria di Rimezzano, è stata inaugurata una targa in ricordo dei dissidenti politici e degli ebrei reclusi a Villa La Selva.